# Bruno Zevi
Bruno Zevi (Roma, 22 de janeiro de 1918 — 9 de janeiro de 2000) foi um crítico, escritor, ensaísta, arquiteto e urbanista italiano, conhecido sobretudo como historiador e crítico da arquitetura modernista. 

## Biografia
Zevi nasceu na capital italiana, em 1918, em uma família judaica. Terminou o ensino básico em 1933 e ingressou no curso de arquitetura da Universidade de Roma, mas devido às leis antisemitas impostas na Itália, ele precisou abandonar os estudos em 1938, embarcando primeiro para Londres até se mudar para os Estados Unidos. Em solo norte-americano, ele se formou pela faculdade de design da Universidade Harvard, na época dirigida por Walter Gropius.
Em 1940, ele se casou com a jornalista e escritora Tullia Calabi. Enquanto morava nos Estados Unidos, Zevi desocbriu o trabalho de Frank Lloyd Wright, que se tornou uma das bases de seu trabalho pioneiro com a arquitetura orgânica.
Em 1943, ele retorna a Londres, onde trabalha como tradutor para os esforços de guerra e, em 1944, chega à Itália, onde cria a Apao - Associação para a Arquitetura Orgânica (Associazione per l'architettura organica) e, no ano seguinte, a revista Metron.No pós-guerra, com Lina Bo Bardi e Carlo Pagani, funda o semanário La Cultura della Vita.
Em 1948, se torna professor de história da arquitetura pelo Universidade de Veneza e em 1964 da Universidade de Roma. Muito ativo no campo da crítica da arquitetura, publica, em 1948, Saper vedere l'architettura (Saber ver a arquitetura); de 1954 a 2000 assina uma coluna semanal de arquitetura na revista Cronache e, depois, na revista L'Espresso.Em 1955, funda a revista mensal L'architettura. Cronache e storia.

## Morte
Zevi morreu em 9 de janeiro de 2000, na sua casa em Roma, aos 81 anos.